# Ann Petersen (Sängerin)
Ann Petersen (* 1966 in Sorø, Dänemark) ist eine dänische Opernsängerin (Sopran).

## Leben
Ann Petersen wuchs in ihrer Heimatstadt Sorø auf. Sie absolvierte 1994 erfolgreich ein Gesangsstudium bei Susanne Eken am Det Kongelige Danske Musikkonservatorium. 1999 schloss sie ihr Studium an der Operaakademiet ab. Ihr Operndebüt gab sie 1999 mit der Hauptrolle in Mozarts Die Zauberflöte, wofür sie mit einem Reumert-Talentpreis ausgezeichnet wurde. Da sie anschließend kein weiteres Engagement fand, begann sie sich im Ausland nach Arbeit umzuschauen. So war sie bis 2004 als festes Ensemblemitglied am Opernhaus Graz angestellt. Seitdem ist sie als freie Sängerin unterwegs und trat unter anderem im Royal Opera Covent Garden in London, an der Opéra Bastille in Paris, dem Gran Teatre del Liceu in Barcelona und dem Teatro alla Scala in Mailand auf. Dabei hat sie sich auf die Werke von Richard Strauss und Richard Wagner spezialisiert.
Unter der Regie von Peter Konwitschny sang sie Elsa in Lohengrin am Det Kongelige Teater. Sie spielte Elsa außerdem in Köln, Mannheim, Buenos Aires und beim Dirigenten Daniel Barenboim am Teatro alla Scala in Mailand. Mehrfach sang sie die Senta in Wagners fliegender Holländer, unter anderem 2012 in Turin, vor 9000 Zuschauern auf einer Freilichtbühne 2013 in Orange in Frankreich und zuletzt im Januar am Kongelige Teater in Kopenhagen. Ihren ersten nationalen Erfolg hatte sie, als sie 2010 für ihre Darstellung der Ariadne in Strauss Ariadne auf Naxos mit dem renommierten Reumert als beste Sängerin ausgezeichnet wurde.
Ihren internationalen Durchbruch hatte sie mit dem Part der Isolde in Wagners Tristan und Isolde an der Oper in Lyon. Unter dem Dirigenten Kirill Petrenko wurde ihre Interpretation national wie international gewürdigt. Während die deutsche Tageszeitung Die Welt ihren „glasigen, später hell kristallinen Sopran“ lobte, wurde ihre Darstellung von der britischen Financial Times als „jugendlich und frisch“ anerkannt. In der französischen Tageszeitung Le Monde wurde ihre Leistung mit der von Karita Mattila und Waltraud Meier verglichen. Im darauffolgenden Jahr wiederholte sie ihre Interpretation an Den Jyske Opera in Aarhus, wofür sie schließlich ihren zweiten Reumert als beste Sängerin erhielt. Ihr Gesang wurde von der Fachjury als „groß, erschreckend, erhaben“ gewürdigt.
Mehrfach sang sie auch die Rolle der Elisabeth in Wagners Tannhäuser, darunter auch im April 2014 an der Berliner Staatsoper. Daniel Barenboim dirigierte die Inszenierung von Sasha Waltz, wobei Petersen an der Seite von Peter Seiffert und Marina Prudenskaya auf der Bühne stand. Im Tagesspiegel wurde die Aufführung als Triumph gefeiert. In der nmz wurden ihr zwar „sehr schöne Piani“ bescheinigt, aber auch, dass sie im „Mezzoforte und Forte […] längst nicht so angenehm, wie in den verhaltenen Passagen“ klinge, und „mit den hohen Lagen scheint sie schlichtweg überfordert“ zu sein.
Petersen ist mit Ole Justesen verheiratet, dem Manager ihrer Künstleragentur Crescendi Artists. Das Paar hat einen Sohn.

## Auszeichnungen (Auswahl)
- 2010: Reumert als beste Sängerin für Ariadne auf Naxos (Det Kongelige Teater, Kopenhagen)
- 2013: Reumert als beste Sängerin für Tristan und Isolde (Den Jyske Opera, Aarhus)